# 崔景茂
崔景茂（？—？），清河郡东武城县（今河北省衡水市故城县）人，北魏宁远将军、武城男崔模之孙，北魏官员。

## 生平
崔景茂历任冀州别驾、青州长史。永安三年（529年），元颢进入洛阳后，北魏黄河以南的州郡大多归附了他。齐州刺史、沛郡王元欣召集文武官员商议何去何从，元欣说：“北海王元颢和长乐王元子攸都是我的堂兄弟，现在皇位并未落入外人之手，我打算接受元颢的赦免，诸位认为如何？”在座的文武官员无不大惊失色。只有军司崔光韶高声说：“元颢受南梁节制，向本朝发兵，拔起树根塞住水源来资助仇敌，这样的乱臣贼子当代没人比的上。难道仅是因为大王您一家的事情而对他切齿痛恨，下官等人都受朝廷的恩典，不敢服从元颢。”长史崔景茂、前任瀛州刺史张烈、前任郢州刺史房叔祖、征士张僧皓等人都说：“军司的意见对。”元欣就杀了元颢派来的使者。崔景茂后官至随郡太守，封武城男。